# 江坂君子
江坂 君子（えざか きみこ、1943年11月6日 - ）は、日本の元競泳選手。愛知県出身。1960年ローマオリンピック・1964年東京オリンピック日本代表。自由形・個人メドレーの元日本記録保持者。

## 経歴
椙山女学園中学校・高等学校、中京大学卒。
1960年ローマオリンピック日本代表に初選出され、400m自由形と400mフリーリレーに出場した。結果はともに予選落ちとなった。
1962年、アジア競技大会の400mフリーリレーで金メダルを獲得した。
1964年東京オリンピック日本代表に選出された。400m個人メドレーに出場し、予選落ちだった。

## 主な実績
- 1956年全日本中学校通信競技大会（全国中学校水泳競技大会の前身大会）　400m自由形優勝
- 1957年全日本中学校通信競技大会　400m自由形優勝
- 1958年全日本中学校通信競技大会　400m自由形優勝
- 1959年高校総体　100m自由形優勝
- 1960年ローマオリンピック　400m自由形予選落ち　400mフリーリレー予選落ち
- 1961年高校総体　400m自由形優勝[4]　800m自由形優勝[5]
- 1962年アジア競技大会　400mフリーリレー優勝
- 1963年日本選手権水泳競技大会　400m個人メドレー優勝
- 1964年東京オリンピック　400m個人メドレー予選落ち